# Prusias 2. af Bithynien
Prusias 2. Kynegus (? – 149 f.Kr.) var konge af Bithynien 182 f.Kr. til 149 f.Kr. efter faderen Prusias 1.
Prusias 2. førte krig mod Farnakes 1. af Pontos sammen med kong Eumenes 2. af Pergamon. Senere kom han dog i krig med Pergamon, til hvem han tabte og mødte indgå en fredsaftale med store betalinger af krigsskadeerstatninger.
Prusias 2. sendte sønnen Nikomedes til Rom for at skaffe bedre betingelser i freden med Pergamon, men baggrunden var i virkeligheden at han frygtede at sønnen med sin store popularitet ville gribe magten. Han forsøgte derfor at få sønnen snigmyrdet, men dette komplot slog fejl. Nikomedes fik hjælp af Pergamon til at vende hjem og tilrane sig magten. Prusias 2. blev henrettet i Nikomedia og Nikomedes blev nu den nye konge.
Prusias 2. havde tilnavnet Kynegus der betyder jægeren.